# Agaton Giller

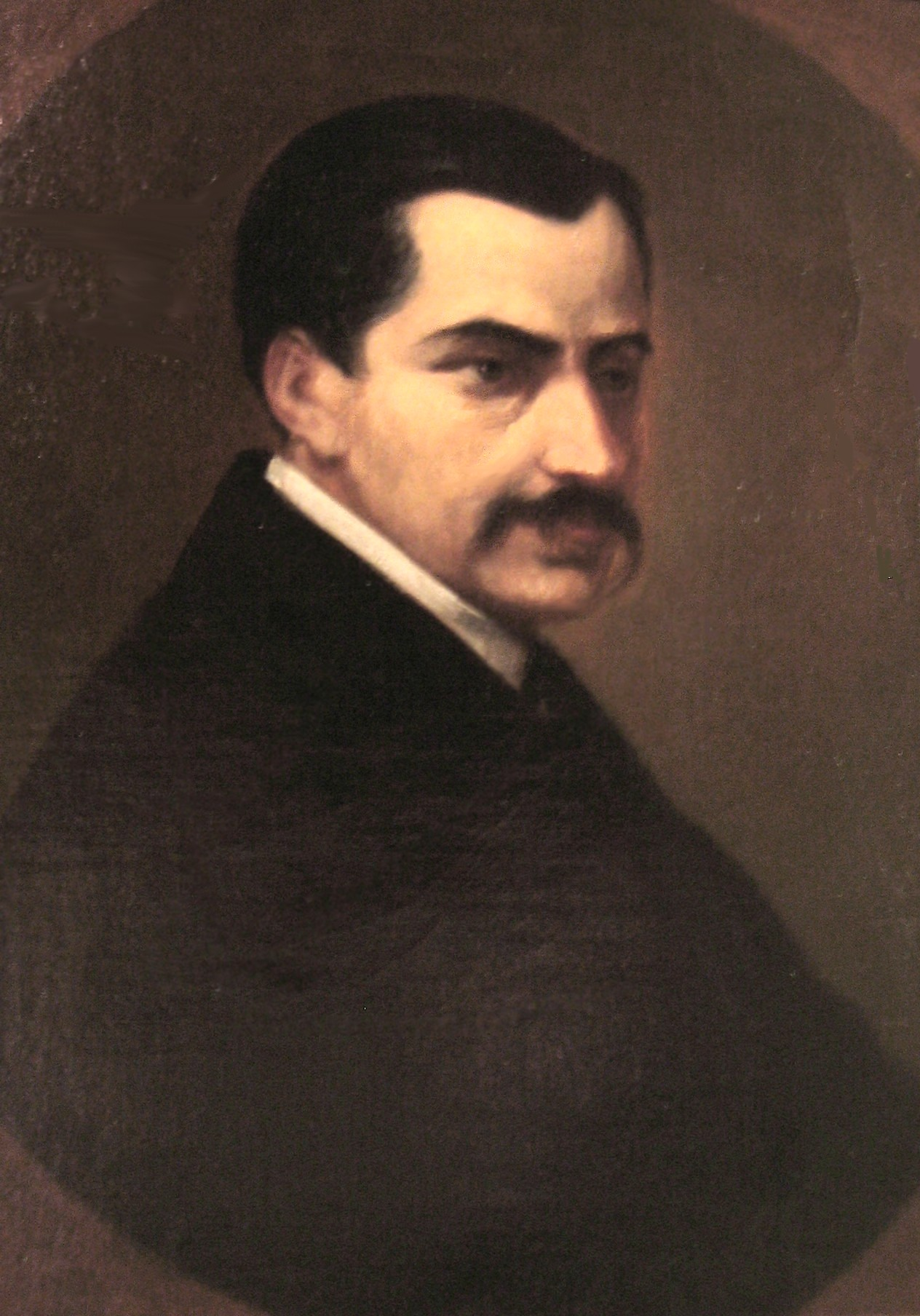
Agaton Giller

Agaton Giller (* 9. Januar 1831 in Opatówek, Polen; † 12. Juli 1887 in Stanisławów, Galizien) war ein polnischer Historiker, Publizist und Freiheitskämpfer. Er und sein Bruder Stefan Giller spielten eine wichtige Rolle in der polnischen Nationalbewegung.

## Leben
Zur Zeit Agaton Gillers stand Kongresspolen unter russischer Hoheit. Aufgrund seiner patriotischen Aktivitäten wurde Agaton Giller von 1854 bis 1860 nach Sibirien ins Exil verbannt. Er wurde zum ersten Biographen der nach Sibirien verbannten Polen. Während der Januaraufstände 1863 war Giller Abgeordneter im Nationalkongress.
Nach dem Scheitern der Bewegung floh Giller zunächst ins Königreich Sachsen, wo er die Zeitung Ojczyzna (Vaterland) herausgab. Auf Druck der russischen Regierung musste 1864 er Sachsen verlassen. Er fand – wie so viele politische Flüchtlinge seiner Zeit – Zuflucht in der liberalen Schweiz. Damit seine Zeitung Ojczyzna weiterhin erscheinen konnte, gründete Giller in Bendlikon (Gemeinde Kilchberg, Kanton Zürich) eine Druckerei. 1867 zog er nach Paris, dort publizierte er den Kurier Paryski (Pariser Kurier).
1870 kehrte Giller ins zu Österreich-Ungarn gehörende Galizien zurück. Er schrieb zahlreiche Abhandlungen zur polnischen Geschichte und biographische Artikel über Persönlichkeiten des polnischen Freiheitskampfes. Die „National Polish Association“ in den USA kürte Agaton Giller zu ihrem „geistigen Vater“. Nachdem er dazu aufgerufen hatte, Österreich-Ungarn solle mit Großbritannien und der Türkei gegen Russland in den Krieg ziehen, um das Weichselgouvernement zu befreien, wurde er 1878 des Landes verwiesen. Zum zweiten Mal ging er in die Schweiz. Dort arbeitete er im Polnischen Museum in Rapperswil (Kanton St. Gallen). Nach zwei Jahren konnte er nach Galizien zurückkehren; in Stanisławów ließ er sich nieder.
Agaton Giller starb 1887 in Stanisławów. Sein Grab wurde 1980 vom geschlossenen Friedhof in Stanisławów umgebettet. Heute ruhen seine Gebeine im Powązki-Friedhof in Warschau.